# Ovulacija
Ovulacija je dio menstruacijskog ciklusa žena. Nastupa 14 dana prije sljedeće menstruacije. Ovulacija se sastoji od rasta folikula, njihovog prskanja i oslobađanja jajne stanice iz folikula. Zrela jajna stanica spremna je za oplodnju unutar 24 sata. Plodno razdoblje žene traje na dan ovulacije, par dana prije ovulacije (jer zaostali spermiji mogu oploditi jajnu stanicu) i tri dana poslije ovulacije. To je optimalno vrijeme za začeće bebe. Nekoliko dana prije ovulacije cervikalna sluz u rodnici postaje obilnija, bistrija i elastična i takva je dok traje ovulacija. 
Povezana je s lučenjem spolnih hormona iz jajnika (estrogena i progesterona), čije je lučenje regulirano hormonima iz hipofize - FSH (folikul stimulirajući hormon i LH (luteinizirajući hormon). Hormon iz hipotalamusa - Gn-RH, različito utječe na lučenje FSH i LH i kontrolira proces.
Ovulacija se događa 14. dana normalnog menstruacijskog ciklusa kao odgovor na nagli porast LH 24 sata prije same ovulacije. Ovulacija se odnosi na proces izbacivanja jajne stanice, još u procesu dozrijevanja iz Graafovog folikula u trbušnu šupljinu, odakle će dospjeti u jajovod gdje će jajna stanica biti oplođena. Mala cistična tvorba iz koje je izašlo jajašce prolazi promjene te se transformira u hormonski aktivnu strukturu tzv. žuto tijelo.

## Vanjske poveznice
- PLIVAzdravlje - Kalendar ovulacije
- PLIVAzdravlje - Što je ovulacija?